# Treno (canto funebre)
Nell'antica Grecia, il treno (in greco antico: θρῆνος?, thrênos) o trenodia (in greco antico: θρηνῳδία?, thrēnōdía) era un canto funebre.

## Modalità
Esso era composto secondo due modalità: o l'alternanza di cori, o la presenza di una voce solista e di un coro che rispondeva.

## Esempi
Un esempio si trova nell'Iliade di Omero, in XXIV, 718-776. 
Un "ossimoro concettuale"si realizza quando è seguito dal sintagma negativo άνευ λύρας: accostamento per la prima volta presente in Eschilo, esso rende non solo un canto "privo della gioiosità della lira" ma un "canto senza speranza", emancipando quel termine dalla modalità con cui veniva espresso.